# Islandiana cavealis
Espèce
Islandiana cavealis est une espèce d'araignées aranéomorphes de la famille des Linyphiidae.

## Distribution
Cette espèce est endémique du Kentucky aux États-Unis,. Elle se rencontre dans les grottes Picadome Cave et Scott Cave.

## Description
La femelle holotype mesure 2,5 mm.
Cette espèce aveugle a des yeux très réduits.

## Publication originale
- Ivie, 1965 : The spiders of the genus Islandiana (Linyphiidae, Erigoninae). American Museum Novitates, no 2221, p. 1-25 (texte intégral).